# Rupert Huber (Dirigent)

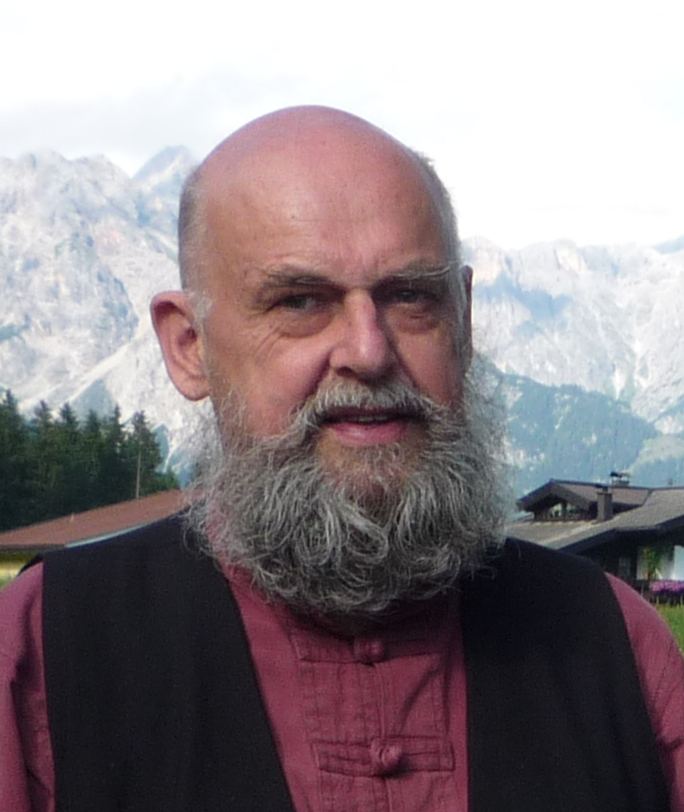
Rupert Huber (2010)

Rupert Huber (* 28. Mai 1953 in Braunau am Inn) ist ein österreichischer Chorleiter, Dirigent, Komponist und Performance-Künstler.

## Leben
Rupert Huber studierte nach seiner Ausbildung am Humanistischen Gymnasium Burghausen an der Universität Mozarteum Salzburg Komposition und Dirigieren bei Gerhard Wimberger. Er absolvierte sein Dirigier- und Kompositionsdiplom mit Auszeichnung im Fach Komposition, wofür er im Jahr 1984 die Lilli-Lehmann-Medaille erhielt. Mit den später von ihm gegründeten Ensembles Spinario und seconda prattica verwirklichte er zahlreiche performanceartige Aufführungen und musikalische Installationen.
Seit dem Jahr 1983 arbeitet Rupert Huber verstärkt mit deutschen Rundfunkchören zusammen, vor allem mit den Chören des NDR, des WDR sowie des Bayerischen Rundfunks, aber auch den Rundfunkorchestern des WDR, des SWR und des ORF sowie Ensembles wie der musikFabrik NRW oder dem KlangForum Wien. Als Dirigent ist er durch seine hohe konzeptionelle Qualität der musikalischen Programmgestaltung sehr geschätzt. Von 1990 bis 2000 war Rupert Huber Chefdirigent des SWR Vokalensembles Stuttgart und von 2002 bis 2005 leitete er die Konzertvereinigung Wiener Staatsopernchor und war Chordirektor der Salzburger Festspiele. Von 2004 bis 2011 war er Chefdirigent des WDR Rundfunkchores. Rupert Huber dirigierte zahlreiche Uraufführungen unter anderem von Luigi Nono (Da un diario italiano), Klaus Huber (Quod est pax?), Jani Christou (Project 21), Karlheinz Stockhausen (Welt-Parlament, Michaelion, Litanei 97, Hoch-Zeiten), Nikolaus Brass (The Structures of Echo – Lindauer Beweinung), Beat Furrer, Toshio Hosokawa und Klaus Lang und erhielt für CD-Produktionen, unter anderem mit Aufnahmen von Werken Robert Schumanns und Luigi Nono, Preise der deutschen Schallplattenkritik.
Als Komponist gilt sein besonderes Interesse der Wirkung von Musik, ihrer Fähigkeit, die Wahrnehmung zu verändern (z. B. Kontaktsingen). Besonderes Augenmerk legt er auf die Entfaltung von Musik und deren unmittelbare Wirkung auf Publikum und Sänger. Rupert Huber unterrichtete verschiedene Theoriefächer zum Thema „Musikalische Wirkungsforschung“ an verschiedenen Hochschulen und hatte 1996–98 eine Professur für Chordirigieren an der Musikhochschule Graz inne. Zu seinem Arbeitsspektrum gehört auch die intensive Forschungsarbeit bei den Schamanen in Nepal.
Huber war Mitglied des Netzwerk Neue Musik e. V. In den Jahren 2009 bis 2011 leitete er das ChorWerkRuhr in Gelsenkirchen und setzte dabei neben klassischen Konzerten einen Schwerpunkt auf musikalische Installationen und auf neue Formen der vokalen Ensemblearbeit.
Im Oktober 2010 wurde Hubers Chorkomposition Al Ganvy beim Festival Zukunftsmusik in Stuttgart uraufgeführt, deren Text auf der 112. Sure des Koran basiert.

## Werke (Auswahl)

### Ensemblemusik
- Make-Up – Musikalische Installation für Tonband, Streichquintett, Oboe, 3 Schlagzeuger und 3 Alphornspieler (1985)[4]
- Cambiamento – Musikalische Installation für 12 Blechbläser und Kirchenglocken (1986)[4]
- Riddle – für Vokalquartett, 6 Okarinas und Posaune (1995)[4]
- Hofstatt-Modem – für 3 singende Schlagzeuger, Text: Rose Ausländer ()[4]
- Modem? for Doris and Rupert – für 2 singende Schlagzeuger (1996)[4]
- Reisen in Deutschland – Trio für Klavier, Elektrische Bassgitarre und Elektrischer Kontrabass mit Elektronik (1998)[4]
- nein nichts – Trio für Klavier, Elektrische Bassgitarre und Elektrischer Kontrabass mit Elektronik (1999)[4]

### Vokalmusik
- Variationen und Phantasie über ein Thema von Robert Schumann – für Chor (1992)[4]
- Trinklied über ein Gedicht von Anakreon / Eduard Mörike – für gemischten Chor a cappella (1993)[4]
- Bauernjahr – für sechs Männerstimmen (1993)[4]
- Wermut – für Vokalquintett und Posaune, nach Bibel-Texten (1994)[4]
- Modem2 for Doris and Rupert – für 2 Stimmen (1996)[4]

### Solomusik
- Vanitas – für Klavier (1989)[4]
- Zum Nichts – Solo für Stimme und Klavier, Text: Rose Ausländer (1995)[4]
- Modem for Rupert – für singenden und sprechenden Pianisten (1996)[4]
- Anders – für pfeifenden und sprechenden Pianisten, Text: Rose Ausländer (1996)[4]